# Ітонама
Ітона́ма (самоназва мачо́то) — індіанський народ у Болівії.

## Територія проживання, чисельність, мова і релігія
Люди ітонама живуть на сході департаменту Бені у провінції Ітенес (Болівія). 
Чисельність народу — 5090 осіб (2000). 
Ітонама розмовляють іспанською. Мова ітонама є ізолятом, вважається лінгвістами віддалено спорідненою з мовами макрочибчанської філії. У наш час[коли?] мова ітонама є на грані зникнення — її здатні розуміти тільки декілька чоловік старшого покоління, які теж не використовують її у побутовому спілкуванні.
За віросповіданням ітонама — християни (переважно католики); традиційні вірування були втрачені до середини XX століття.

## Історія, господарство і культура
До часу приходу колонізаторів ітонама були близькі за культурою до народу мохо, однак на відміну від останніх не мали великих поселень, і влада вождів була обмеженішою. Ітонама вперше згадуються у 1704 році у зв'язку з проникнненням єзуїтських місіонерів в савани Мохо. Згодом після цього ітонама були навернуті до католицтва і розселені по місіях єзуїтів. На час вигнання єзуїтів у 1767 році чисельність людей ітонама становила понад 4000 осіб.
Традиційним заняттям людей ітонама є підсічно-вогневе землеробство. Зараз ітонама у культурі та побуті мало чим відрізняються від решти іспаномовних болівійців. Ще в середині XX століття на святах інтонама використовували довжелезні флейти (завдовжки 1,5 м).

## Джерело
- Народы мира. Историко-этнографический справочник., М.: «Советская Энциклопедия», 1988, стор. 188 (рос.)